# Sandrine Vitrac
Sandrine Vitrac est une joueuse internationale de rink hockey née le 27 juin 1970. Elle est licenciée au club de l'US Coutras. 

## Biographie
En 1991, elle participe à la première édition du championnat d'Europe. Au cours de cette compétition, elle évolue au poste de gardienne de but.
Des joueuses sélectionnées avec elle, Anne Sajoux, Zakia Hammoumi, Delphine Lamothe, Lisette Esteves, Gaëlle Cheysson, Sophie Seguineau, Laurence Grenier, Véronique Jean, Lætitia Philippon, aucune ne sera de nouveau sélectionnée.

## Palmarès
- 8e championnat d'Europe (1991)